# Angelo Ciccone
Angelo Ciccone (* 7. Juli 1980) ist ein ehemaliger italienischer Radrennfahrer der auf Bahn- und Straße aktiv war.
Angelo Ciccone gewann 1998 bei den Junioren-Bahnradweltmeisterschaften die Silbermedaille in der Mannschaftsverfolgung. 2003 holte er sich bei der Europameisterschaft im Omnium die Bronzemedaille.
Auf der Straße gewann Ciccone 2003 die Poreč Trophy 1 und die Coppa San Geo. 2005 gewann er eine Etappe der Volta do Estado de São Paulo, 2009 eine Etappe der Romanian Cycling Tour und 2010 eine Etappe der Tour of Romania.
2004 wurde er in Valencia Vize-Europameister im Omnium. Bei der italienischen Bahnradmeisterschaft in Pordenone gewann er die Mannschaftsverfolgung und den Madison-Wettbewerb. 2007 wurde er zusammen mit Fabio Masotti erneut nationaler Meister im Madison und sie gewannen die Tre Giorni Citta di Pordenone. 2012 wurde er nationaler Meister im Omnium.

## Erfolge

### Straße
2003
- Poreč Trophy 1
- Coppa San Geo

2005
- eine Etappe Volta do Estado de São Paulo

2009
- eine Etappe Romanian Cycling Tour

2010
- eine Etappe Tour of Romania

### Bahn
2004
- Italienischer Meister – Mannschaftsverfolgung (mit Francesco Giuliani, Martino Marcotto und Stefano Marengo)
- Italienischer Meister – Madison (mit Fabio Masotti)

2007
- Italienischer Meister – Madison (mit Fabio Masotti)
- Tre Giorni Citta di Pordenone (mit Fabio Masotti)

2012
- Italienischer Meister – Omnium